# Vila Mariana (São Paulo)

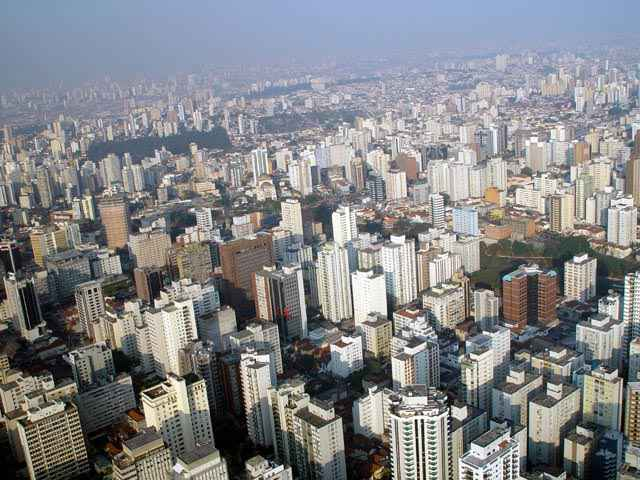
District de Vila Mariana.

Vila Mariana est un district situé dans la région Centre-Sud de la ville de São Paulo. Elle a comme particularité d'être une région notamment de classe supérieure avec un profil maintenant commerciaux, maintenant résidentiel.
Le quartier héberge l'Escola Paulista de Medicina de l'Université fédérale de São Paulo (UNIFESP) et le Museu Lasar Segall, ainsi que certains des plus traditionnelles collèges de la ville comme le Colégio Bandeirantes, Colégio Benjamin Constant, Lycée Pasteur, Colégio Marista Arquidiocesano, Colégio Madre Cabrini et la Faculté et Lycée technique SENAI - Anchieta. Il couvre également environ 550 mètres sur le côté impair de l'Avenue Paulista dans son premier tronçon, entre la Praça Osvaldo Cruz et l'Avenida Brigadeiro Luís Antônio.
Le district est desservi par les lignes 1 - Bleue, 2 - Verte et 5 - Lilas du métro de São Paulo.

## Histoire
Le gouverneur Francisco da Cunha Menezes accordé en 1782 une sesmaria à Lázaro Rodrigues Piques, situent ces terres entre le ruisseau Ipiranga et la route appelée Estrada do Cursino, couvrant le futur quartier de Vila Mariana, anciennement de Saúde ; autour de cette sesmaria, il y avait beaucoup de questions de la terre. À l'origine, il a été appelé Cruz das Almas (Croix des Âmes) - par la vertu des croix placées sur le site à cause de la mort des hommes des troupes par des voleurs dans le milieu du XIXe siècle, dans le prolongement de la "Estrada do Vergueiro" (actuelle Rua Vergueiro) ouverte en 1864 par José Vergueiro et qui était la nouvelle route pour Santos. Plus tard, il arrive à être nommé "Colônia" (Colonie), et enfin à Vila Mariana, le nom attribué par le colonel de la garde nationale, Carlos Eduardo de Paula Petit, à partir de la fusion des noms de son épouse Marie et la mère de son épouse, Anna. Carlos Eduardo de Paula Petit, a été l'un des hommes les plus importants de Vila Mariana, il a été élu conseiller municipal et a également servi en tant que juge de paix.
Entre 1883 et 1886 a été construit le chemin de fer jusqu'à Santo Amaro, à partir de la rua de São Joaquim, dans Liberdade ; son créateur était l'ingénieur Alberto Kuhlmann et sa société s'appelé Cia. Carris de Ferro de São Paulo a Santo Amaro. Cette ligne de chemin de fer, dont l'ouverture à Santo Amaro a donné jusqu'en 1886, il a été loué sur l'ancien Caminho do Carro para Santo Amaro (Route de la charrette à Santo Amaro), sur le tronçon appelée la "Estrada do Fagundes", dans le plateau de Paulista ; elle a suivi, avec ou double, le référé Caminho do Carro (Route de la charrette). Avec ce qui a été la fractionnement des fermes existantes dans la région. Il y a une version apparemment vrai que l'une des stations, Kuhlmann a donné le nom de sa femme, Mariana, et cette dénomination a été transmis au lieu, puis à l'ensemble du quartier, qui a été appelé "Mato Grosso".
Il y avait en 1856 la chácara do Sertório, ferme dont les terres sont venus plus tard pour former le quartier de Paraíso. La chácara de João Sertório, situé entre les deux routes à Santo Amaro, a été vendu à Mme. Alexandrina Maria de Moraes, qui est mort en 1886 ; ses héritiers ont fait les rues de la propriété et le conseil municipal a accepté cette voirie, qui est venu pour relier les avenues de Liberdade (ancien Caminho do Carro) et Santo Amaro (anciennement la route de Santo Amaro). Puis il y avait un tronçon du quartier de Paraíso, de la rua Humaitá jusqu'à Abílio Soares, né les rues Pedroso, Maestro Cardim, Martiniano de Carvalho, Paraíso, Artur Prado et les autres.
Dans l'année 1887 il a mis en service dans le quartier l'Abattoir municipal, un facteur qui a grandement aidé dans le peuplement de l'ensemble de la région. Cela a aidé pour l'installation des ateliers de Ferro Carril, sur la rua Domingos de Morais, et l'usine d'allumettes. Il a également été créée l'Escola Pública de Dona Maria Petit, dans la rua Vergueiro. L'endroit où il a fonctionné l'Abattoir est actuellement la Cinémathéque brésilienne.

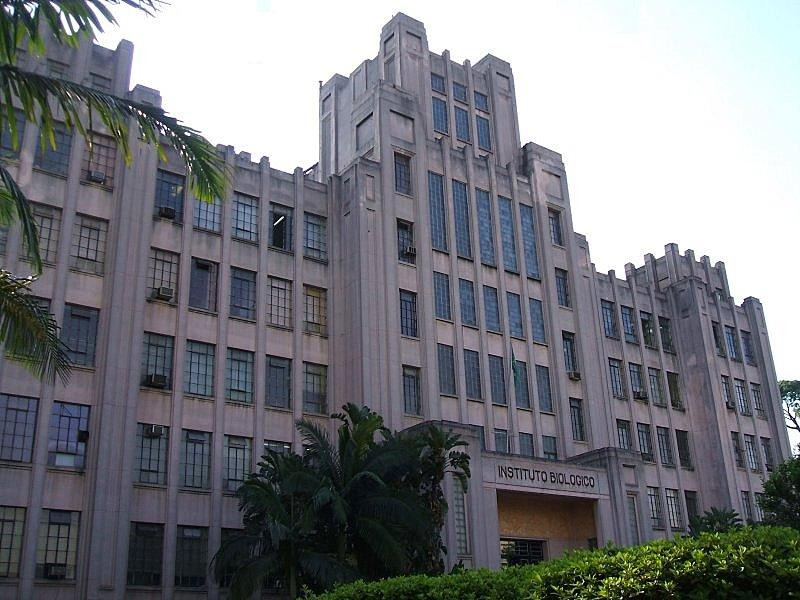
Façade de l'Institut Biologique.

Autour de 1891, José Antônio Coelho acheté la soi-disant "Chácara Boa Vista", à Vila Mariana, et la lotissé, ouvrant des rues qui avait des noms comme "Central", "Garibaldi", "dos Italianos" (aujourd'hui appelées, respectivement, Humberto I, Rio Grande et Álvaro Alvim) et lui a donné le nom officiel de Vila Clementino, en l'honneur du Dr. Clementino de Souza e Castro.
En 1928 a commencé la construction de l'Instituto Biológico, achevée en 1945. L'un de vos principaux objectifs à l'époque de la construction était le contrôle d'un ravageur qui infestait les plantations de café. Plus tard, cet objectif a été, selon l'organisation du site, de créer un institut pour la biologie "à l'exemple de l'Institut Oswaldo Cruz (Rio de Janeiro) pour la santé de l'homme”.
En 1929, il a commencé dans le quartier à la construction d'une série de résidences dans le style moderniste, conçues par l'architecte Gregori Warchavchik ; la plus notable est la Casa Modernista de la rua Santa Cruz, inscrite pour le CONDEPHAAT en 1986.

## Caractéristiques
Le Vila Mariana peut être considérée comme l'une des régions les plus développées de São Paulo, et cette montre est dans les chiffres. Le revenu moyen de la région s'articule autour de R$ 3 600 par mois, près de trois fois de la moyenne municipal en autour de R$ 1 300.

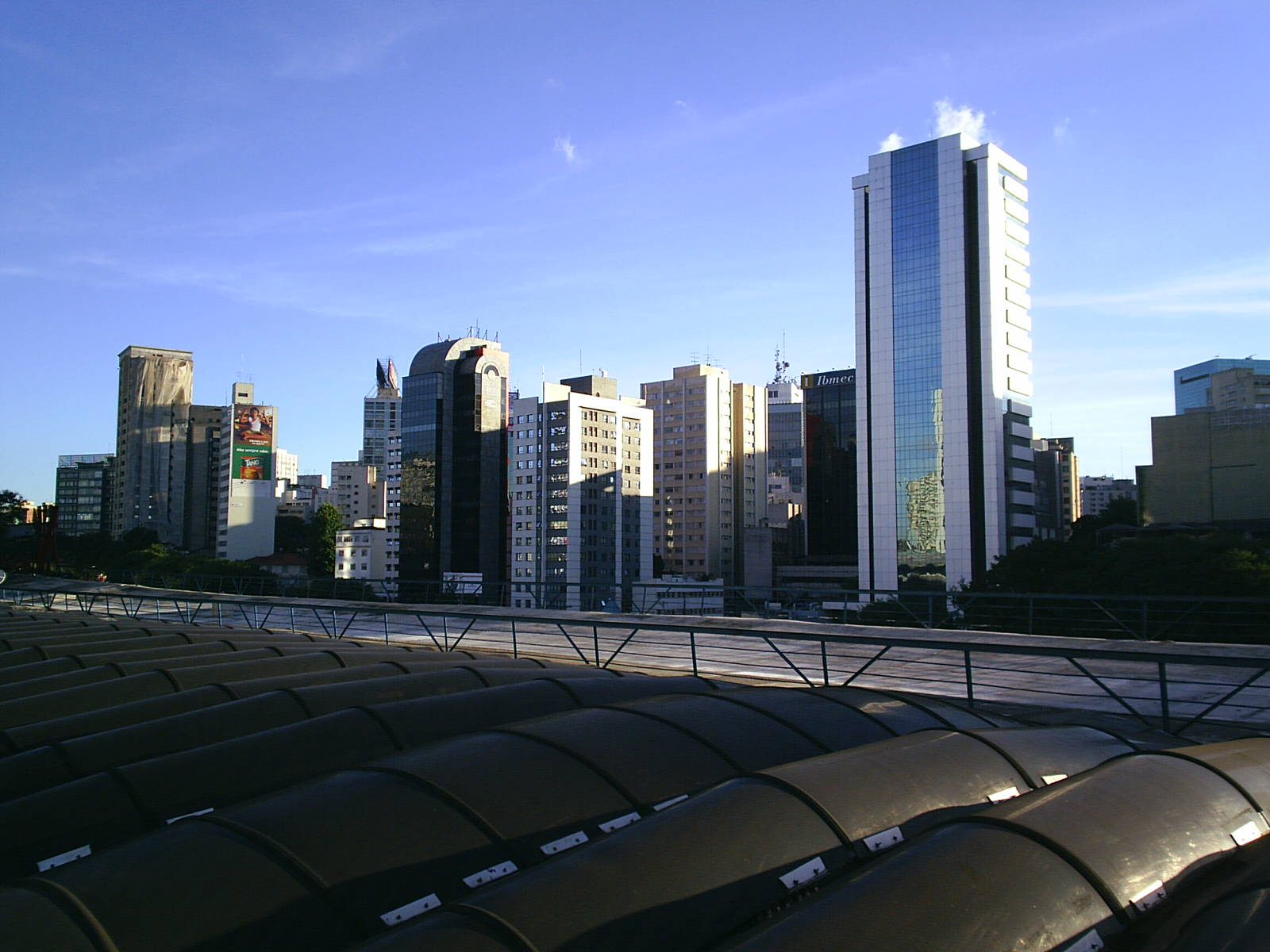
Vue des bâtiments dans le quartier de Paraíso.

Dans le district se trouvent l'Escola Paulista de Medicina de l'Université fédérale de São Paulo (UNIFESP), l'Escola Superior de Propaganda e Marketing (plus connue comme ESPM), l'Escola de Belas Artes et les Faculdades Paulus de Tecnologia e Comunicação (FAPCOM), les références majeures dans l'enseignement supérieur dans la région, qui comprend également les universités non spécifiques (UNIP, FMU, entre autres).

Dans le domaine de la santé, il y a l'Hospital São Paulo et l'Hôpital do Servidor Público Estadual, un complexe hospitalier qui représente près de 40% des consultations des serviteurs publiques de l'état. Il y a aussi des institutions pour le traitement des jeunes et des personnes âgées, un facteur qui contribue à la qualité de la vie du district. Dans le domaine de la cardiologie, il y a l'hôpital Dante Pazzanese. La région accueille également la Casa Hope, une ONG vouée aux enfants atteints du cancer.
L'économie de la région est très forte, non seulement par le haut niveau de vie de ses habitants, mais également pour accueillir l'étape initiale de l'avenue Paulista, endroit le plus important de la ville et centre financier de l'état et du pays. La région de l'avenue Paulista de la proximité de la station Brigadeiro jusqu'à la station Paraíso du métro appartient au quartier de Paraíso.

## Attractions touristiques
- Parque Modernista
- Cinemateca Brasileira
- Casa das Rosas
- Avenue Paulista

## Limites géographiques
- Nord : Avenue Paulista. Praça Oswaldo Cruz, Avenue Bernardino de Campos, Rua do Paraíso, Rua Topázio, Rua Batista Cepelos, Rua José do Patrocínio, Rua Ximbó, Rua Batista Caetano et Rua Coronel Diogo.
- Est : Avenue Doutor Ricardo Jafet.
- Sud : Rua Loefgreen.
- Ouest : Avenue Rubem Berta, Avenue Ibirapuera, Avenue Conselheiro Rodrigues Alves, Rua Doutor Amâncio de Carvalho, Viaduc et Rua Tutoia et Avenida Brigadeiro Luis Antonio.